# Kuja obliquifascia
Kuja obliquifascia is een vlinder uit de familie venstervlekjes (Thyrididae). De wetenschappelijke naam van deze soort is voor het eerst geldig gepubliceerd in 1908 door Warren.
De soort komt voor in tropisch Afrika.